# Taylor Sander
Taylor Lee Sander (Huntington Beach, 17 de março de 1992) é um voleibolista profissional estadunidense, medalhista olímpico.

## Carreira

### Voleibol de quadra
Sander começou sua carreira representando o BYU Cougars pela Universidade Brigham Young, de 2011 à 2014. Por sua seleção, venceu a Copa Pan-Americana de 2012, onde foi escolhido como MVP do torneio.
Sander foi membro da seleção estadunidense de voleibol masculino que conquistou a Copa do Mundo de 2015 . Antes disso, também foi campeão da Liga Mundial de 2014, sendo eleito MVP e melhor atacante da fase final da competição.
Em 2016, representou seu país nos Jogos Olímpicos no Rio de Janeiro.
Em 2017, defendeu o Civitanova, com o qual foi vice-campeão da Liga dos Campeões, do Campeonato Italiano e do Mundial de Clubes.
Foi contratado pelo Sada Cruzeiro Vôlei e conquistou o vice-campeonato da Supercopa Brasileira de Voleibol de 2018 realizada em Belo Horizonte e obteve os títulos da Copa Brasil de 2019 realizada em Lages e do Sul-Americano de 2019 disputado em Belo Horizonte, Brasil. Na Superliga, o clube no qual defendia foi eliminado nas semifinais, o atleta durante o torneio se destacou pelo time mineiro pela excelente recepção, sendo inclusive o melhor do elenco no quesito. E na eficiência dos saques, sendo o segundo maior pontuador e melhor (saques por set) na equipe.
Após dar uma pausa na carreira durante a temporada de 2019-2020 para realizar uma cirurgia no ombro, Sander assinou contrato com o time polonês Skra Bełchatów, mas foi desligado no ano seguinte após o jogador não se apresentar ao clube após a temporada de seleções.

### Voleibol de praia
Após ter o contrato rescindido com o Skra Bełchatów em outubro de 2021, Sander voltou a praticar vôlei de praia, esporte ao qual já praticava quando criança na Califórnia. Venceu o SharpeVision 4-man, evento nacional de voleibol de praia dos Estados Unidos, que ocorreu em Austin, Texas, ao lado de Taylor Crabb. Quanto ao motivo de ter decidido mudar-se para o vôlei de praia, Sander disse: 
“Eu cresci jogando vôlei de praia, então faz parte da minha vida, não é completamente estranho para mim. Mas é divertido. Eu sempre preferi isso em vez de indoor de qualquer forma. Para mim, sempre quis fazer a troca, era o momento certo para isso. Jogar indoor é muito difícil para o seu corpo, e morar na Europa também é muito difícil. Não só para mim, mas para a minha família. Então você sabe, poder morar nos Estados Unidos e viajar menos, o estilo de vida é muito melhor. Então, para mim, depois de jogar sete anos, estou farto e quero um novo desafio. Não queria mais se queimar.”
No mês seguinte fez sua estreia oficial em uma competição da FIVB no Aberto de Itapema, pelo Circuito Mundial de Voleibol de Praia de 2021, formando dupla com seu companheiro Taylor Crabb. A dupla ficou na nona colocação no torneio, após perder por 2-0 sets para a dupla brasileira André Stein e George Wanderley na fase eliminatória (Round 2).

## Vida pessoal
Sander é casado com Rachel McQuivey. Em 2018 Taylor e Rachel tiveram seu primeiro filho, Atli Taylor Sander. Em novembro de 2021 nasceu sua filha, Isla Brooke Sander. É irmão mais velho do ponteiro Brenden Sander.

## Títulos

### Clube
- Liga dos Campeões
  -  2017/2018 – Civitanova

- Mundial de Clubes
  -  Polônia 2017 – Civitanova

- Campeonato Sul-Americano
  -  Belo Horizonte 2019 – Sada Cruzeiro Vôlei

- Taça Challenge
  -  2015/2016 – Calzedonia Verona

- Campeonatos nacionais
  - 2016/2017  Copa do Qatar – Al Arabi Qatar
  - 2018/2019  Copa Brasil – Sada Cruzeiro Vôlei

### Seleção
- Categorias de base
  - 2008  Campeonato NORCECA Sub-19
  - 2010  Campeonato NORCECA Sub-21

## Individuais
- 2012: Copa Pan-Americana – MVP
- 2013: Copa Pan-Americana – Melhor saque
- 2014: Liga Mundial – MVP
- 2014: Liga Mundial – Melhor ponteiro
- 2016: Taça Challenge – MVP
- 2018: Liga das Nações – Melhor ponteiro
- 2019: Campeonato Sul-Americano – MVP